# Klaus J. Müller
Ne doit pas être confondu avec Klaus-Jürgen Müller.
Pour les articles homonymes, voir Müller.
Klaus Jürgen Müller (né le 6 février 1923 à Berlin, décédé le 12 mars 2010 à Bonn) est un paléontologue allemand qui a étudié les conodontes dans les années 1950 et 1960.

## Publications
- (de) Müller K.J., 1956. Zur Kenntnis der Conodonten-Fauna des Europäischen Devons 1. Abh. Senckenb. Naturforsch. Ges. No. 494.
- (de) Müller K.J., 1959. Kambrische Conodonten. Zeitschrift der Deutschen Geologischen Gesellschaft Band 111, pages 434-485.
- (en) Müller K.J. & Moore R.C., 1962. Supplement to systematics of conodonts., in Treatise on invertebrate paleontology, Part W: Miscellanea : Conodonts Conoidal Shells of Uncertain Affinities, Worms, Trace Fossils, and Problema - Geological Society of America.
- (de) Müller K.J. & Nogami Y., 1971. Über den Feinbau der Conodonten. Memoirs of the Faculty of Science, Kyoto, Series of geology and mineralogy, Volume 38, Issue 1.

## Récompenses et hommages
Klaus Jürgen Müller a été lauréat de la médaille de Pander décernée par la Pander Society en 2003.